# Pamphagella
Pamphagella is een geslacht van rechtvleugeligen uit de familie veldsprinkhanen (Acrididae). De wetenschappelijke naam van dit geslacht is voor het eerst geldig gepubliceerd in 1910 door Bruner.

## Soorten
Het geslacht Pamphagella omvat de volgende soorten:
- Pamphagella comoroensis Bruner, 1910
- Pamphagella stenoptera Descamps & Wintrebert, 1966
- Pamphagella suturalis Descamps & Wintrebert, 1966
- Pamphagella thoracica Descamps & Wintrebert, 1966